# Cyclokara atroterminata
Cyclokara atroterminata är en insektsart som beskrevs av William Lucas Distant 1911. Cyclokara atroterminata ingår i släktet Cyclokara och familjen Derbidae. Inga underarter finns listade i Catalogue of Life.